# Der Schachspieler (Dürrenmatt)
Der Schachspieler ist ein literarisches Fragment des Schweizer Schriftstellers Friedrich Dürrenmatt. Es erschien postum erstmals am 5. September 1998 in der Frankfurter Allgemeinen Zeitung und 2007 in Buchform.

## Handlung
Die Geschichte beginnt auf einer Beerdigung eines Staatsanwaltes, welcher unter anderen ein weiterer junger Staatsanwalt und ein alter Richter beiwohnen. Sie kommen miteinander ins Gespräch und verabreden sich für den nächsten Sonntag zu einer Partie Schach. Dafür besucht der Staatsanwalt mit seiner Frau den Richter in seiner Villa, in welcher außer ihm nur noch seine Tochter wohnt. Dort erklärt der Hausherr seinem Gast, dass er auch mit dem verstorbenen Anwalt in regelmäßigen Abständen, allerdings mit verändertem Regelwerk, ein Schachspiel durchgeführt hat. So muss jeder Figur auf dem Spielfeld eine Person aus dem wahren Leben zugeordnet werden, wobei die Dame die Person sein sollte, die dem Spieler am nächsten steht (im Falle des Richters also seine Tochter und im Falle des Staatsanwalts seine Frau). Die Läufer symbolisieren befreundete Pastoren oder Lehrer, die Springer Rechtsanwälte oder Offiziere, die Türme stellen Industrielle oder Politiker dar und die Bauern stehen für einfache Bürger oder Dienstmädchen sowie Milchmänner. Wenn nun im Laufe des Spiels eine Figur geschlagen wird, so muss der Spieler, der die Figur verloren hat, auch die entsprechende Person in der Realität umbringen. Somit zieht sich eine Partie über Jahre hinweg, bis schließlich einer der beiden verliert. Jener Spieler hat nun die Pflicht, sich selbst zu töten. Der Ursprung dieser Idee ist dem Richter unbekannt, da diese Art des Schachspiels wohl bereits seit mehreren Generationen existiert. Auf diese Weise gesteht der Richter dem jungen Staatsanwalt seine verübten Morde, unter anderem an seiner Frau, bittet seinen Gast allerdings, trotzdem mit ihm eine Partie zu spielen. Nach kurzer Zeit des Überlegens stimmt der Staatsanwalt schließlich zu und die Partie beginnt.

## Interpretation
Die Erzählung steht eng in Verbindung mit Dürrenmatts, die Welt als Schachpartie begreifenden, Vorstellung, welche er in seiner 1979 gehaltenen Rede über Albert Einstein äußerte: Hierbei beschreibt er eine „kausale Partie“, welche den Spielern die universelle Freiheit innerhalb der Regeln des Spiels gibt und somit ihre „Guten Züge“ und „ihre Fehler […] die ihren“ darstellen. Auch beschreibt er einen „persönlichen Gott“, der als „Schiedsrichter“ fungiert und gleichzeitig zwei Bretter bespielen lässt: Somit wird „[a]uf dem Brett des Geistes und auf dem Brett der Natur, [also] auf dem Brett der Freiheit und auf dem Brett der Naturnotwendigkeit“ gespielt. Das für Dürrenmatt nun gegenteilige „deterministische Schachspiel“ besitzt für ihn zwei „sture Göttergötzen“ als Spieler, welche niemals einen wirklichen Sieg erzielen können, da „[d]ie Welt […] [hier] durch Prädestination determiniert“ ist.
Für diese Götzen bringt er Beispiele wie Ormuzd und Ahriman auf, mit welchen sich auch der alte Richter im Fragment vergleicht und welche nun über die als Spielfiguren gewählten Person hinweg für sie entscheiden, unabhängig davon, wie sich die entsprechenden Menschen im wirklichen Leben verhalten.
Die in der Rede getätigte Aussagen, dass „[e]in schlechter Spieler […] auch ein schlechter Mensch“ ist und „eine jede Figur […] die Wirkung ihrer Handlung tragen“ muss, wird in der Erzählung bildlich dargestellt, da die beiden Juristen zum einen zu immer schlechteren Menschen werden, da sie bei Verlust einer Figur einen Mord begehen müssen, und zum anderen für ihre Fehler einen Menschen verlieren, also die Folgen ihrer Taten ertragen müssen.

## Rezeption
In der Osnabrücker Zeitung lobt Stefan Lüddemann, es gäbe „[n]irgends moralisierendes Räsonnieren, keinerlei entlastende Relativierung – der Altmeister der Groteske ließ dem Leser kein Schlupfloch und schliff den Kurztext zum funkelnden Kristall seiner unerbittlich ausgeklügelten Kunst.“